# Lâu đài Gołuchów
Lâu đài Gołuchów là một lâu đài thời đầu Phục hưng được xây dựng từ năm 1550-1560 trên một diện tích hình vuông và được sử dụng như một thành trì phòng thủ và nơi ở. Lâu đài nằm ở Gołuchów, Greater Ba Lan Voivodeship; ở Ba Lan.

## Lịch sử
Lâu đài thời đầu Phục hưng này đã được xây dựng vào giữa năm 1550-1560 gần Trzemna, như một dòng sông nhỏ và cửa sông của Prosna. Tòa nhà được xây dựng cho Voivode của Brześć Kujawski Voivodeship, Rafał Leszczyński. Lâu đài này được sử dụng chủ yếu cho mục đích phòng thủ với việc canh phòng ở các góc của cấu trúc. Các chủ sở hữu sau đây đã mở rộng nơi cư trú - biến nơi cư trú thành trùm - thành trì thời Phục hưng.
Năm 1853, lâu đài bị sập một phần đã được Tytus Działyński mua lại, cho con trai của ông là Jan Kantega và người vợ thân thiết của ông là Izabela của Nhà Czartoryski. Lâu đài được xây dựng lại vào thế kỷ XIX, theo phong cách kiến trúc Phục hưng Pháp, nơi cư trú được bao quanh bởi Công viên Cảnh quan lớn nhất ở Greater Ba Lan Voivodeship, nơi khẳng định thêm phong cách kiến trúc La Mã và Anh ở lâu đài. Sau chiến tranh thế giới thứ hai, lâu đài nằm trong Chi nhánh của Bảo tàng Quốc gia ở Poznań (Muzeum Narodowe w Poznaniu, Ba Lan).